# Elsa-Klara Schmidt
Elsa-Klara Schmidt (* 17. November 1891 in Gechingen bei Calw als Elsa-Klara Klett; † 23. September 1965 in Stuttgart) war eine deutsche Unternehmerin und Kunstsammlerin.

## Leben
Elsa-Klara machte im Jahre 1912 eine Ausbildung zur Krankenpflegerin und arbeitete auch im Reservelazarett Brachenheim. Als Hauslehrerin war sie in Darmstadt bei der Freifrau von der Heyden-Rynsch und auch im Schloss Westhusen tätig.

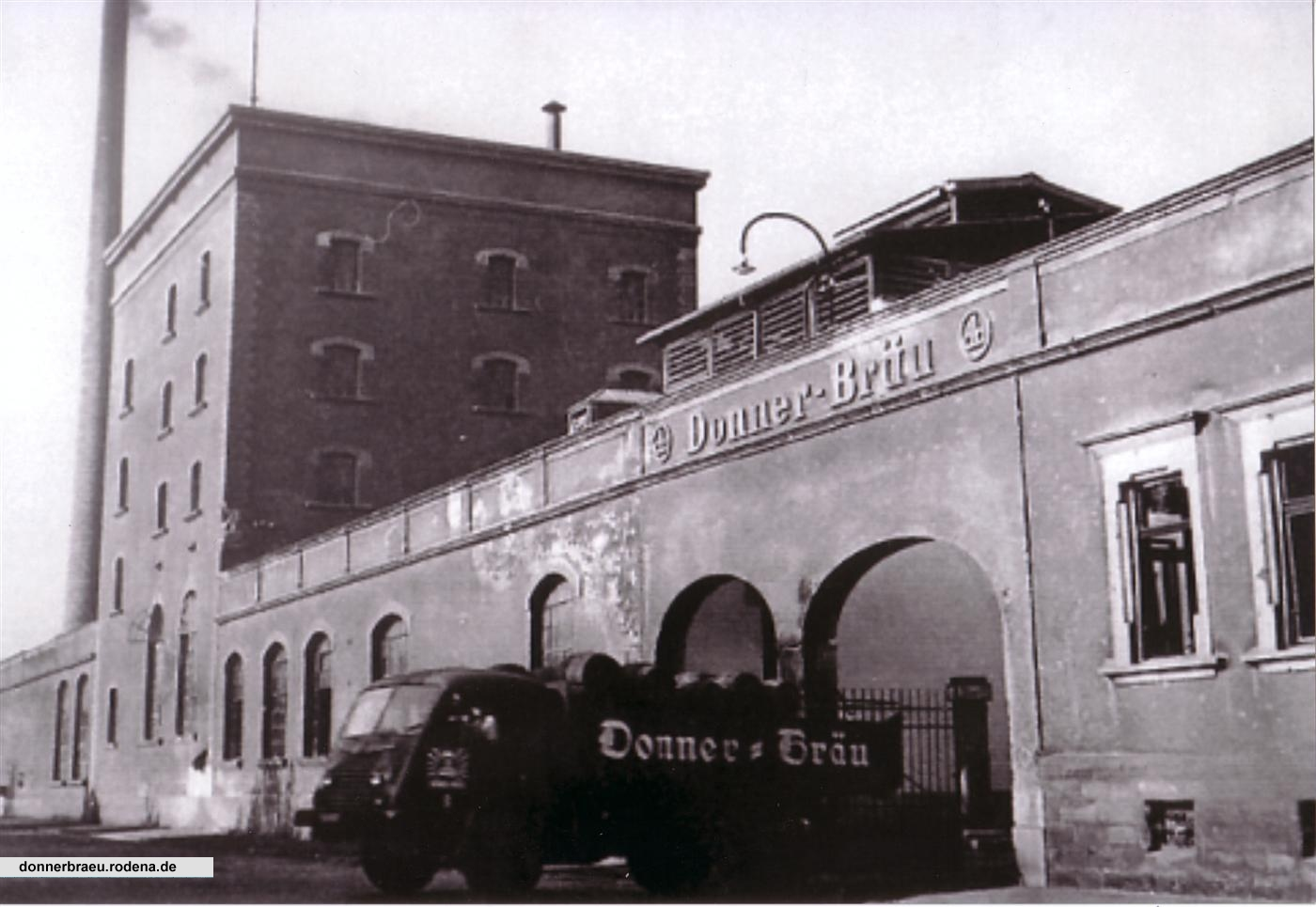
Außenansicht Donner-Brauerei

Im Jahre 1924 heiratete sie in Innsbruck den Rechtsanwalt Otto Schmidt, den Enkel des Gründers der Schlossbrauerei in Neunkirchen. Als Erbe übernahm er später die Leitung der Schlossbrauerei. Vor Ausbruch des Zweiten Weltkrieges kaufte Schmidt die Donner-Brauerei in Saarlouis. Als Otto Schmidt im Jahre 1944 fiel, übernahm Elsa-Klara Schmidt die Leitung der Donner-Brauerei in einer sehr angespannten wirtschaftlichen und weltpolitischen Situation. In der Nachkriegszeit musste auch die Donner-Brauerei mit Rohstoffknappheit kämpfen. Elsa-Klara Schmidt leitete diese trotz der schwierigen Lage zehn Jahre lang erfolgreich. Sie war auch Kunstsammlerin und lebte in der grünen Villa direkt auf dem Brauereigelände.
Im Jahr 1954 verkaufte Elsa-Klara Schmidt die Brauerei an die Becker-Brauerei.
Da die Eheleute Schmidt keine Kinder hatten, erbten laut ihrem Erbvertrag die Städte Saarlouis und Neunkirchen das sehr große Vermögen jeweils zur Hälfte. Das Gesamtvermögen wurde mit 1.536.000 RM angegeben.
Die Kunstsammlung von Elsa-Klara gehörte ebenfalls zum Nachlass und wurde 1967 im Kunsthaus Lempertz versteigert.
Wie im Testament festgelegt, sollte der Nachlass zu einem großen Teil Kriegsopfern zugutekommen. Deshalb entschloss sich die Stadt Saarlouis zum Bau eines städtischen Altenheims, in dem ein Drittel der Belegung Kriegsopfern aus Saarlouis vorbehalten wurde.
Die Stadt Neunkirchen rief 1972 die Schmidt-Klett-Stiftung ins Leben und realisierte damit Ferienaufenthalte für sozial benachteiligte Menschen.